# Edward Thynne
Lord Edward Thynne (* 23. Januar 1807; † 4. Februar 1884 in Laverstock, Wiltshire) war ein britischer Politiker, der zweimal als Abgeordneter für das House of Commons gewählt wurde.

## Herkunft, Ausbildung und militärische Laufbahn
Edward Thynne entstammte der britischen Adelsfamilie Thynne. Er war der sechste Sohn von Thomas Thynne, 2. Marquess of Bath und von Isabella Elizabeth Byng, einer Tochter von George Byng, 4. Viscount Torrington. Er besuchte von 1820 bis 1821 die Charterhouse School und studierte 1825 am Oriel College in Oxford, wo er 1828 seinen Abschluss machte. Ursprünglich wohl für eine geistliche Karriere bestimmt, trat er in die British Army ein und wurde 1828 zum Lieutenant befördert. Er diente im 60th Rifle Corps, nahm aber 1830 seinen Abschied, als er heiratete. Durch den Einfluss seines Vaters wurde er Lieutenant-Colonel der Yeomanry von Somerset.

## Erste Heirat, Abgeordneter für Weobley und Schuldhaft
Nach sechsmonatigen Verhandlungen hatte sein Vater mit William Mellish, der als Lieferant der Royal Navy ein Vermögen erworben hatte, einen Ehevertrag für ihn ausgehandelt, nach dem Mellsih seiner Tochter und Erbin Elizabeth Mellish eine in drei Raten zu zahlende Mitgift in Höhe von £ 100.000 gab. Der Marquess of Bath gab seinem Sohn im Gegenzug jährliche Einkünfte aus seinen irischen Besitzungen in Höhe von £ 10.000. Die Heirat fand am 8. Juli 1830 statt. Thynne, der ein notorischer Spieler war, musste aber bereits am 25. Oktober 1830 die erste Rate der Mitgift zur Begleichung seiner Spielschulden verwenden. Dies war noch nicht entdeckt worden, als er bei den Unterhauswahlen von April 1831 von seinem Vater zusammen mit seinem Bruder Henry als Kandidat der Tories für Weobley in Hertfordshire aufgestellt wurde, das als rotten borough von seinem Vater kontrolliert wurde. Nach seiner Wahl nahm er jedoch nur selten an den Sitzungen teil, und von ihm sind keine Redebeiträge bekannt. Zusammen mit Henry und seinem Onkel John Thynne stimmte er gegen die Vorlagen der Wahlkreisreform, die dennoch im Sommer 1832 beschlossen wurde. Dadurch wurde der Wahlkreis von Weobley aufgelöst und sowohl Edward wie auch Henry und John Thynne verloren ihre Mandate. Bei der Unterhauswahl von 1834 und bei einer Nachwahl im Januar 1835 kandidierte er erfolglos in Finsbury gegen Thomas Slingsby Duncombe, einen Abgeordneten der Liberal Party, dem er über £ 10.000 schuldete. Durch seine Spielsucht, durch seine Affären und wegen seiner Schulden hatte er sich zutiefst mit seiner Ehefrau zerstritten, und Duncombe versuchte, von Thynne und seiner Frau die Schulden einzuklagen. Sein Vater stellte ihm 1835 schließlich £ 60.000 zur Verfügung, damit er nicht in Schuldhaft musste. Als sein Bruder Henry, der Erbe seines Vaters, sich nach dem Tod ihres Vaters 1837 weigerte, für seine weiteren Schulden aufzukommen, wurde Thynne doch noch in Schuldhaft genommen und im August 1837 für Bankrott erklärt. Seine Frau unterließ es, nach dem Tod ihres Vaters ihren Erbteil gegenüber ihrer Schwester und ihrem Ehemann, dem 2. Earl of Glengall einzufordern. Als sie im März 1849 gestorben war, betrug ihr Vermögen nur noch £ 3000, die Thynne erbte.

## Zweite Ehe und Abgeordneter für Frome
Nach dem Tod seiner ersten Ehefrau heiratete Thynne am 4. Juli 1853 in zweiter Ehe Cecilia Anne Mary Gore, eine Tochter von Charles Arthur Gore und der Schriftstellerin Catherine Gore. Bei den Unterhauswahlen 1856 und 1857 kandidierte er erfolglos für Frome in Somerset, doch bei der Wahl von 1859 wurde er als Abgeordneter für Frome gewählt. Erneut blieb er ein eher passiver, jedoch äußerst konservativer Abgeordneter. Bei der folgenden Wahl von 1865 kandidierte er nicht erneut.

## Affären und späteres Leben
Thynne galt lebenslang als Schürzenjäger. 1872 verursachte er einen Skandal, als er zusammen mit der über 40 Jahre jüngeren Anne Elizabeth Duff, der Frau von John Townshend, 5. Marquess Townshend, nach Frankreich reiste. 1881, neun Jahre später, lauerte Townshend mit einigen Begleitern Thynne nahe seinem Wohnort auf und verprügelte ihn mit seiner Reitgerte, wofür er zur Zahlung einer Strafe von £ 500 verurteilt wurde.
Thynne starb, ohne ein Testament zu hinterlassen, in seinem Haus bei Salisbury. Er wurde neben seiner zweiten Frau in Fisherton Anger begraben. Seine erste Ehe war kinderlos geblieben, aus seiner zweiten Ehe mit Cecilia Gore hatte er eine Tochter:
- Mary Isabella Emma Thynne († 1906) ⚭ Stephen Ormston Eaton

Sein Neffe John Thynne, 4. Marquess of Bath, der für seine Schulden gebürgt hatte, wurde sein Erbe.